# Santa María de Garoña
Santa María de Garoña es una localidad situada en la provincia de Burgos, comunidad autónoma de Castilla y León (España), comarca de Las Merindades, partido judicial de Villarcayo, ayuntamiento del Valle de Tobalina. Alberga la central nuclear Santa María de Garoña, activa de 1971 a 2012.

## Situación administrativa
En las elecciones locales de 2007 correspondientes a esta entidad local menor concurre una sola candidatura encabezada por Demetrio Rodríguez Quintas (PP).

## Demografía
En el censo de 1950 contaba con 132 habitantes, reducidos a 25 en 2004 y a 12 en 2022.

## Historia
Villa, en el Valle de Tobalina, en el partido de Castilla la Vieja en Burgos, jurisdicción de señorío, ejercida por el Duque de Frías quien nombraba su alcalde ordinario.
A la caída del Antiguo Régimen queda agregado al ayuntamiento constitucional de Valle de Tobalina , en el Partido de Villarcayo perteneciente a la región de Castilla la Vieja

## Industria
En esta localidad se encuentra la central nuclear Santa María de Garoña.

## Parroquia
Iglesia católica de la Anunciación de Nuestra Señora, dependiente de la parroquia de San Martín de Don en el Arciprestazgo de Medina de Pomar, diócesis de Burgos.